# الجهادع (النادرة)

تعديل مصدري - تعديل

الجهادع محلة تابعة لقرية بيت عبيد، التابعة لعزلة المفتاح الاعلى بمديرية النادرة إحدى مديريات محافظة إب في الجمهورية اليمنية، بلغ تعداد سكانها 70 حسب تعداد اليمن لعام 2004.